# Václav Křičenský
Václav Křičenský (10. ledna 1915 – ???) byl český a československý politik Komunistické strany Československa a poúnorový poslanec Národního shromáždění ČSR.

## Biografie
Ve volbách roku 1954 byl zvolen do Národního shromáždění za KSČ ve volebním obvodu Pardubice. V Národním shromáždění zasedal do konce jeho funkčního období, tedy do voleb v roce 1960.
V roce 1951 se zmiňuje jako první předseda nově ustaveného JZD v obci Černá u Bohdanče. Byl do této funkce uvolněn ze svého dosavadního pracoviště Východočeské chemické závody. K roku 1954 se profesně uvádí jako dělník Východočeských chemických závodů v Rybitví.